# Hector Rail 441
De serie 441 van het Siemens type ES64F4 is een elektrische locomotief bestemd voor het goederenvervoer van de Zweedse spoorwegmaatschappij Hector Rail.

## Geschiedenis
In de jaren 1990 gaf de Deutsche Bundesbahn aan de industrie opdracht voor de ontwikkeling van nieuwe locomotieven ter vervanging van oudere locomotieven van het type 103, 151, 111, 181.2 en 120. Hierop presenteerde Krauss-Maffei in München-Allach in 1992 het prototype EuroSprinter. Uit dit prototype ontstond een groot aantal varianten.
Deze locomotieven werden in 2004 voor de Schweizerische Bundesbahnen (SBB) gebouwd en in 2006 aan Hector Rail verkocht.

## Constructie en techniek
De locomotief heeft een stalen frame. De tractie-installatie is uitgerust met een draaistroom en heeft driefasige asynchrone motoren in de draaistellen. Iedere motor drijft een as aan.

### Nummers
De locomotieven van Hector Rail zijn als volgt genummerd:
| Lijst van de 241 |             |          |                           |                  |
| Nummer           | Eigenaar    | Naam     | UIC nummer                | Opmerkingen      |
| 441 001-5        | Hector Rail | "Cyborg" | 91 74 54 41 001-5 S-HCTOR | ex SBB 474 006-4 |
| 441 002-3        | Hector Rail | "Croft"  | 91 74 54 41 002-3 S-HCTOR | ex SBB 474 011-4 |

## Treindiensten
De locomotieven worden door de Hector Rail ingezet voor onder meer het goederenvervoer tussen Noorwegen en Denemarken. Ook worden er locomotieven verhuurd aan Veolia Transport voor personenvervoer.